# Beas de Granada
Pour les articles homonymes, voir Beas.
Beas de Granada est une commune de la communauté autonome d'Andalousie, dans la province de Grenade, en Espagne.

## Administration
| Période                                  | Période  | Identité                 | Étiquette | Qualité |
| ---------------------------------------- | -------- | ------------------------ | --------- | ------- |
| N/A                                      | 2011     | Iván Luis González López | N/A       | Maire   |
| 2011                                     | en cours | Manuel Martín Yáñez      | PSOE      | Maire   |
| Les données manquantes sont à compléter. |          |                          |           |         |